# آراسلی آرامبولا
آراسلی آرامبولا (پرتغالی: Aracely Arámbula؛ زادهٔ ۶ مارس ۱۹۷۵) هنرپیشه، خواننده، بازیگر تلویزیون، و مدل اهل مکزیک است. وی از سال ۱۹۹۴ میلادی تاکنون مشغول فعالیت بوده‌است.